# Унсуэ, Хуан Карлос
Хуан Карлос Унсуэ Лабиано (исп. Juan Carlos Unzué Labiano; 22 апреля 1967, Памплона) — испанский футболист, вратарь и тренер.

## Карьера

### Игрок
Профессиональную карьеру начал в «Осасуне» из родного города в 1986 году. Прочно занять место в основе не смог и в 1988 году перешёл в «Барселону». В каталонском клубе за два сезона провёл всего пять игр в чемпионате, находясь за спиной выдающегося голкипера Андони Субисарреты.
Безоговорочным первым номером стал в «Севилье», куда перешёл перед стартом сезона 1990/91. За пять лет в составе команды не пропустил почти ни одной игры.
В 1997 году «Севилья» завершила чемпионат на 20 месте и выбыла в Сегунду, после чего он перешёл в «Тенерифе», за который выступал на протяжении следующих двух сезонов.
В 1999 году перешёл в «Овьедо», но за два сезона не сыграл ни одной игры в чемпионате, проиграв конкуренцию Эстебану.
В 2001 году вернулся в «Осасуну». Завершил карьеру игрока в 2003 году в возрасте 36 лет.

### Тренер
Завершив карьеру игрока, вернулся в «Барселону» на должность тренера вратарей в штабе Франка Райкарда. Работал в этой же роли и после того, как голландца сменил Пеп Гвардьола.
17 июня 2010 года возглавил «Нумансию», выступавшую во втором дивизионе. Годом позже вновь вернулся в «Барселону» тренировать голкиперов, сменив Карлеса Бускетса.
21 июня 2012 года представлен в качестве главного тренера «Расинга» из Сантандера, но уже 13 августа был уволен.
В июне 2013 года вошёл в тренерский штаб Луиса Энрике в «Сельте». В июле 2014 года вместе с ним перешёл в «Барселону».
28 мая 2017 года возглавил «Сельту», подписав с клубом двухлетний контракт.

## Достижения

### Клубы
Барселона:
- Обладатель Кубка Короля: 1989/90
- Обладатель Кубка Кубков: 1988/89

### Сборная
Испания (до 20):
- Серебряный призёр молодёжного чемпионата мира: 1985

## Тренерская статистика
| Команда          | Страна  | Начало работы | Окончание работы | Результаты | Результаты | Результаты | Результаты | Результаты |
| Команда          | Страна  | Начало работы | Окончание работы | И          | В          | Н          | П          | П %        |
| ---------------- | ------- | ------------- | ---------------- | ---------- | ---------- | ---------- | ---------- | ---------- |
| Нумансия         | Испания | 17 июня 2010  | 23 июня 2011     | 43         | 17         | 6          | 20         | 39.53      |
| Расинг Сантандер | Испания | 21 июня 2012  | 13 августа 2012  | 0          | 0          | 0          | 0          | 0          |
| Сельта           | Испания | 28 мая 2017   | 20 мая 2018      | 42         | 15         | 11         | 16         | 35.71      |
| Жирона           | Испания | 13 июня 2019  | н.в.             | 0          | 0          | 0          | 0          | 0          |
| Всего            | Всего   | Всего         | Всего            | 85         | 32         | 17         | 36         | 37.65      |

Данные на 13 июня 2019 года

## Личная жизнь
Младший сын, Хесус Унсуэ, также футболист, голкипер. Входил в состав команды «Барселоны» возрастной категории до 19 лет. В 2016 году выступал в клубе «Юпитер» из Барселоны. После завершения карьеры игрока стал тренером вратарей в академии «Барселоны».
Старший сын, Айтор Унсуэ, выступал в третьем дивизионе за клуб «Гава».
Племянница, Марта Торрехон, футболистка «Барселоны» и сборной Испании.
Брат, Эусебио Унсуэ, генеральный менеджер велокоманды Movistar Team.
В июне 2020 года у Унсуэ был диагностирован боковой амиотрофический склероз (БАС) — болезнь, лечение от которой ещё не существует. Со временем БАС приводит к параличу. Унсуэ стал неизлечимо больным, и он лишь может надеяться только на поддерживающую терапию. Сообщается, что врачи прогнозируют Унсуэ около четырех лет жизни.